# Chroicocephalus serranus
La gaviota andina, chülle en mapudungun, (Chroicocephalus serranus) es una especie de ave Charadriiforme de la familia Laridae.

## Características
El macho adulto es blanco, con un parche negro sobre los oídos y un borde negro rodeando los ojos y con las puntas de las alas negras. Tiene las patas y el pico de color rojo oscuro. En la época reproductiva la cabeza del macho se torna negra con medias lunas blancas detrás de los ojos.

## Historia natural
La gaviota andina es la única gaviota que se encuentra en la sierra.[cita requerida]
Generalmente se le ve en grupos chicos, usualmente cerca del agua pero vuela sobre páramos y quebradas. Se alimenta de insectos que atrapa en sembradíos y praderas, también de insectos que atrapa al vuelo y en basurales.
Habita en lagunas, ríos y  bofedales entre los 3000 a 4500 m s. n. m., pero en invierno puede bajar a zonas de 2000 m s. n. m. o inclusive al nivel del mar. Anida en colonias dispersas y aisladas, a veces cercanas a lagunas pequeñas y alejadas. Su distribución es desde el norte de Ecuador, por toda la sierra peruana, el oeste de Bolivia y el norte de Chile hasta el noroeste de la Argentina. La población total se estima en 50.000 parejas.